# Monaco i olympiska vinterspelen 1998
Monaco deltog med fyra deltagare vid de olympiska vinterspelen 1998 i Nagano. Ingen av landets deltagare erövrade någon medalj.